# ヤン・ボディジェ
ヤン・ボディジェ（Yann Bodiger、1995年2月9日 - ）は、フランス共和国エロー県セット出身のプロサッカー選手。CDテネリフェ所属。ポジションはミッドフィールダー。

## クラブ経歴
地元クラブであるFCセト34の下部組織でプレーを始め、2009年にトゥールーズFCのアカデミーに入団。2014年8月9日のOGCニース戦でリーグ・アンデビューを果たした。2015–16シーズン最終節のアンジェSCO戦で、クラブをリーグ・アン残留に導くプロ初ゴールをマーク。
2019年からはスペインのクラブでプレーし始め、2022年6月21日、2年契約でグラナダCFに加入した。

## タイトル
グラナダ
- セグンダ・ディビシオン : 1回 (2022-23)